# Blaine Wilson
Blaine Wilson (Columbus, Ohio, 3 de agosto de 1974) es un gimnasta artístico estadounidense, subcampeón olímpico en 2004 en el concurso por equipos.

## Carrera deportiva
En el Mundial de Anaheim 2003 gana la plata por equipos, tras China y por delante de Japón; sus compañeros de equipo fueron: Raj Bhavsar, Jason Gatson, Paul Hamm, Morgan Hamm y Brett McClure.
En los JJ. OO. de Atenas 2004 vuelve a ganar la plata en equipo, tras Japón y por delante de Rumania, siendo sus compañeros de equipo: Jason Gatson, Paul Hamm, Morgan Hamm, Brett McClure y Guard Young.